# Girls, Girls, Girls (Sailor)
Girls, Girls, Girls is de zesde single van de Britse muziekgroep Sailor. Na het verdeelde succes van de voorgaande singles (2x succes, 3x flop) was het spannend of deze single het ging redden. De single werd weer een succes. Het thema was onveranderd, de gedachten van de zeeman aan in ieder stadje een schatje. Hoe groot het succes van Girls, Girls, Girls was, blijkt uit het feit dat het zelfs in de DDR werd uitgebracht.
Het nummer bereikte door de concurrentie niet de eerste plaats in de Nederlandse Top 40 en de Nationale Hitparade. Sailor werd van de eerste plaats afgehouden door Queens Bohemian Rhapsody , Pussycats Mississippi en later André van Duins Willempie. Het verschil met Bohemian Rhapsody is in de Top 2000 aanmerkelijk groter; Bohemian Rhapsody is bijna altijd nummer 1, Girls, Girls, Girls komt zelden in de lijst voor.

## Hitnoteringen
| "Girls, Girls, Girls" in de Nederlandse Top 40 binnen: 20-12-1975 | "Girls, Girls, Girls" in de Nederlandse Top 40 binnen: 20-12-1975 | "Girls, Girls, Girls" in de Nederlandse Top 40 binnen: 20-12-1975 | "Girls, Girls, Girls" in de Nederlandse Top 40 binnen: 20-12-1975 | "Girls, Girls, Girls" in de Nederlandse Top 40 binnen: 20-12-1975 | "Girls, Girls, Girls" in de Nederlandse Top 40 binnen: 20-12-1975 | "Girls, Girls, Girls" in de Nederlandse Top 40 binnen: 20-12-1975 | "Girls, Girls, Girls" in de Nederlandse Top 40 binnen: 20-12-1975 | "Girls, Girls, Girls" in de Nederlandse Top 40 binnen: 20-12-1975 | "Girls, Girls, Girls" in de Nederlandse Top 40 binnen: 20-12-1975 | "Girls, Girls, Girls" in de Nederlandse Top 40 binnen: 20-12-1975 | "Girls, Girls, Girls" in de Nederlandse Top 40 binnen: 20-12-1975 |
| Week                                                              | 1                                                                 | 2                                                                 | 3                                                                 | 4                                                                 | 5                                                                 | 6                                                                 | 7                                                                 | 8                                                                 | 9                                                                 | 10                                                                |                                                                   |
| ----------------------------------------------------------------- | ----------------------------------------------------------------- | ----------------------------------------------------------------- | ----------------------------------------------------------------- | ----------------------------------------------------------------- | ----------------------------------------------------------------- | ----------------------------------------------------------------- | ----------------------------------------------------------------- | ----------------------------------------------------------------- | ----------------------------------------------------------------- | ----------------------------------------------------------------- | ----------------------------------------------------------------- |
| Nummer                                                            | 22                                                                | 13                                                                | 7                                                                 | 3                                                                 | 2                                                                 | 3                                                                 | 12                                                                | 24                                                                | 35                                                                | 40                                                                | uit                                                               |

| "Girls, Girls, Girls" in de Nederlandse Single Top 100 binnen: 20-12-1975 | "Girls, Girls, Girls" in de Nederlandse Single Top 100 binnen: 20-12-1975 | "Girls, Girls, Girls" in de Nederlandse Single Top 100 binnen: 20-12-1975 | "Girls, Girls, Girls" in de Nederlandse Single Top 100 binnen: 20-12-1975 | "Girls, Girls, Girls" in de Nederlandse Single Top 100 binnen: 20-12-1975 | "Girls, Girls, Girls" in de Nederlandse Single Top 100 binnen: 20-12-1975 | "Girls, Girls, Girls" in de Nederlandse Single Top 100 binnen: 20-12-1975 | "Girls, Girls, Girls" in de Nederlandse Single Top 100 binnen: 20-12-1975 | "Girls, Girls, Girls" in de Nederlandse Single Top 100 binnen: 20-12-1975 |
| Week                                                                      | 1                                                                         | 2                                                                         | 3                                                                         | 4                                                                         | 5                                                                         | 6                                                                         | 7                                                                         |                                                                           |
| ------------------------------------------------------------------------- | ------------------------------------------------------------------------- | ------------------------------------------------------------------------- | ------------------------------------------------------------------------- | ------------------------------------------------------------------------- | ------------------------------------------------------------------------- | ------------------------------------------------------------------------- | ------------------------------------------------------------------------- | ------------------------------------------------------------------------- |
| Nummer                                                                    | 29                                                                        | 5                                                                         | 3                                                                         | 2                                                                         | 4                                                                         | 10                                                                        | 29                                                                        | uit                                                                       |

### NPO Radio 2 Top 2000
| Nummer met noteringen in de NPO Radio 2 Top 2000 | '99  | '00  | '01  |
| ------------------------------------------------ | ---- | ---- | ---- |
| Girls, Girls, Girls                              | 1394 | 1434 | 1655 |

1. ↑  Een vetgedrukt getal geeft de hoogste notering aan.
2. ↑  Deze tabel is bijgewerkt tot en met de laatste editie (2024).